# Goneplax
Goneplax Leach, 1814 è un genere di crostacei decapodi.

## Descrizione
Presentano un carapace piatto e liscio, di solito quadrato o rettangolare.

## Tassonomia
- Goneplax barnardi (Capart, 1951)
- Goneplax clevai Guinot & Castro, 2007
- Goneplax rhomboides (Linnaeus, 1758)
- Goneplax sigsbei (A. Milne-Edwards, 1880)